# Fischfressende Seedahlie
Die Fischfressende Seedahlie (Urticina piscivora) ist eine Seeanemone aus dem kalten, nordöstlichen Pazifik an der Westküste Nordamerikas. Sie lebt dort in Tiefen von 1 bis 30 Metern, angeheftet an Felsen oder Tangen.

## Merkmale
Urticina piscivora ist die größte Art der Seedahlien und erreicht einen Durchmesser von 30 Zentimeter. Ihre langen Tentakel nesseln sehr stark und stehen weit außen an der Mundscheibe, die mit einem strahlenartigen gelbroten Muster gezeichnet ist. Die Seedahlie frisst Fische, aber auch Krebse und andere Wirbellose.

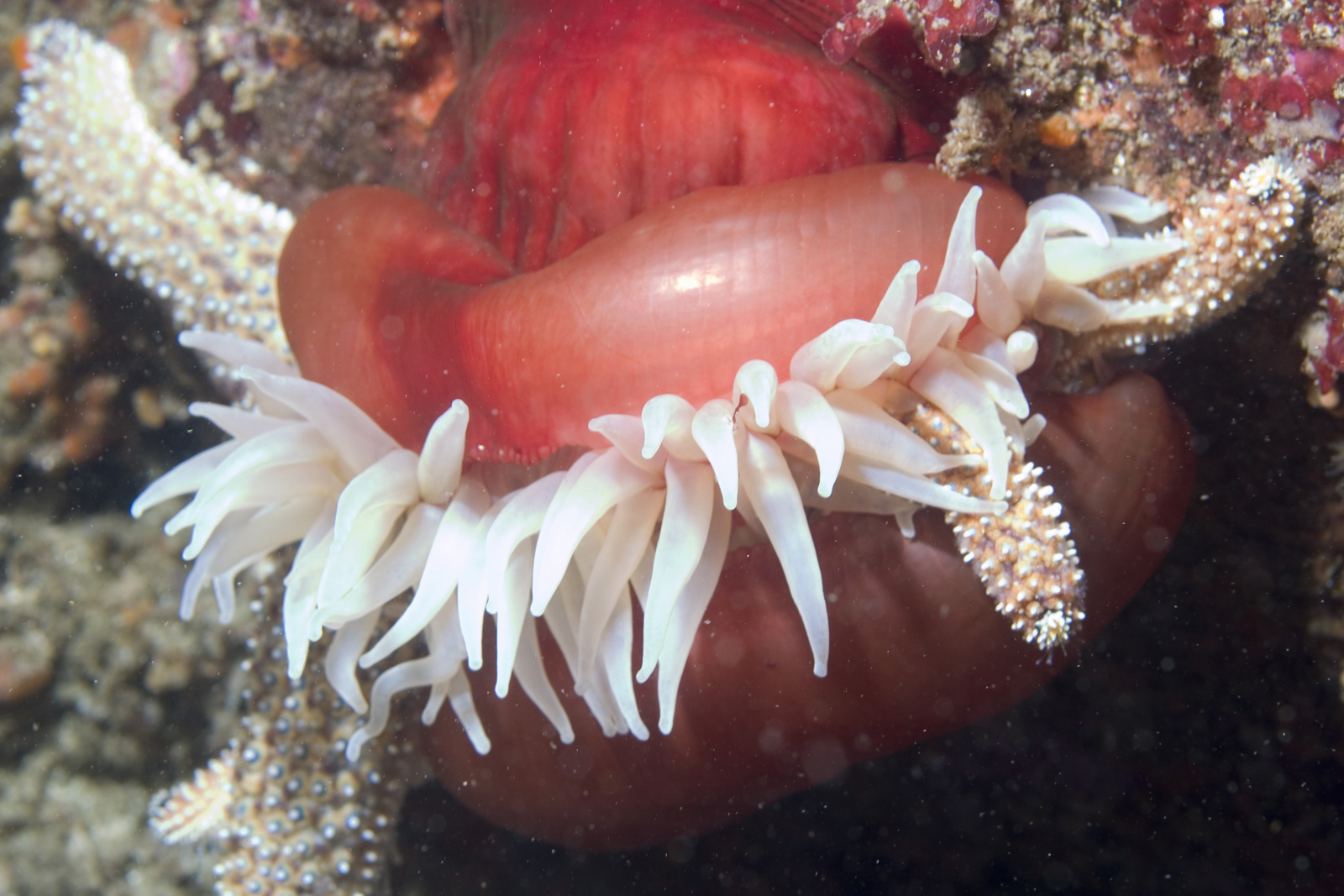
Urticina piscivora frisst einen Seestern Pisaster giganteus

## Kommensalen
Ein kleiner Fisch Oxylebius pictus nutzt die Nähe zu Urticina piscivora zum Schutz während der Nacht, wenn die Fische inaktiv sind. Sie schwimmen und ruhen zwischen den Tentakeln oder in der Nähe der Körpersäule, ohne von diesen verletzt oder gefangen zu werden. Sie wird jedoch im Vergleich zur verwandten Urticina lofotensis nur sehr untergeordnet (rund 2 %) als Unterschlupf genutzt. Beide Arten bieten Oxylebius pictus einen wirksamen Schutz vor Fressfeinden. Da beide Seeanemonen auch mit Ruderfußkrebsen (Copepoda) assoziiert sind, dienen sie auch als Nahrungsgründe für Oxylebius pictus, der sich fast ausschließlich von Ruderfußkrebsen ernährt. Die Seeanemone hat keinen erkennbaren Nutzen von dieser Verbindung und der Fisch wird als fakultativer Kommensale bezeichnet. Bisher ist nicht bekannt, warum  Oxylebius pictus von der Seeanemone nicht behelligt wird.